# تیم پیج (عکاس)
تیم پیج (انگلیسی: Tim Page; ۲۵ مهٔ ۱۹۴۴ – ۲۴ اوت ۲۰۲۲) عکاس، و عکاس جنگ بریتانیایی استرالیایی بود. وی در زمان جنگ ویتنام شهرت یافت.

## زندگی شخصی و مرگ
سه ازدواج پیج به طلاق ختم شد. او یک فرزند به نام کیت از رابطه خود با کلر کلیفورد داشت.
پیج در ۲۴ اوت ۲۰۲۲ در خانه خود در بلینگن، نیو ساوت ولز درگذشت. او ۷۸ سال داشت و قبل از مرگش از سرطان کبد رج می‌برد.